# Het Sluisje (Rhoon)
Het Sluisje (ook bekend als De Tol en Rhoonsche brug) was een buurtschap die gelegen was op het Nederlandse eiland IJsselmonde. De buurtschap lag in het noordoosten van de voormalige gemeente Rhoon aan de Koedood, die de grens vormde met de voormalige gemeente Charlois. 
De Rhoonsebrug was de belangrijkste verbinding tussen Rhoon en Rotterdam tot de opening van de stoomtramlijn van de Rotterdamsche Tramweg Maatschappij in 1904 en de aanleg van de Groene Kruisweg in het begin van de jaren dertig. In 1934 werd het gebied rond het Sluisje geannexeerd door de gemeente Rotterdam. Juist ten noorden van het Sluisje was inmiddels vliegveld Waalhaven geopend.
Op 10 oktober 1944 werd een Duits soldaat bij het Sluisje geëlektrocuteerd door een loshangende hoogspanningsdraad. Een dag later werden als represaille door de Duitse bezetter zeven burgers gefusilleerd en drie woningen in brand gestoken. Over deze gebeurtenis schreef Jan Brokken het boek De Vergelding.
In de jaren zestig werd de buurtschap gesloopt om ruimte te maken voor de aanleg van de A15. De plaats waar het Sluisje lag bevindt zich tussen het emplacement ten zuiden van de Waalhaven en de A15.

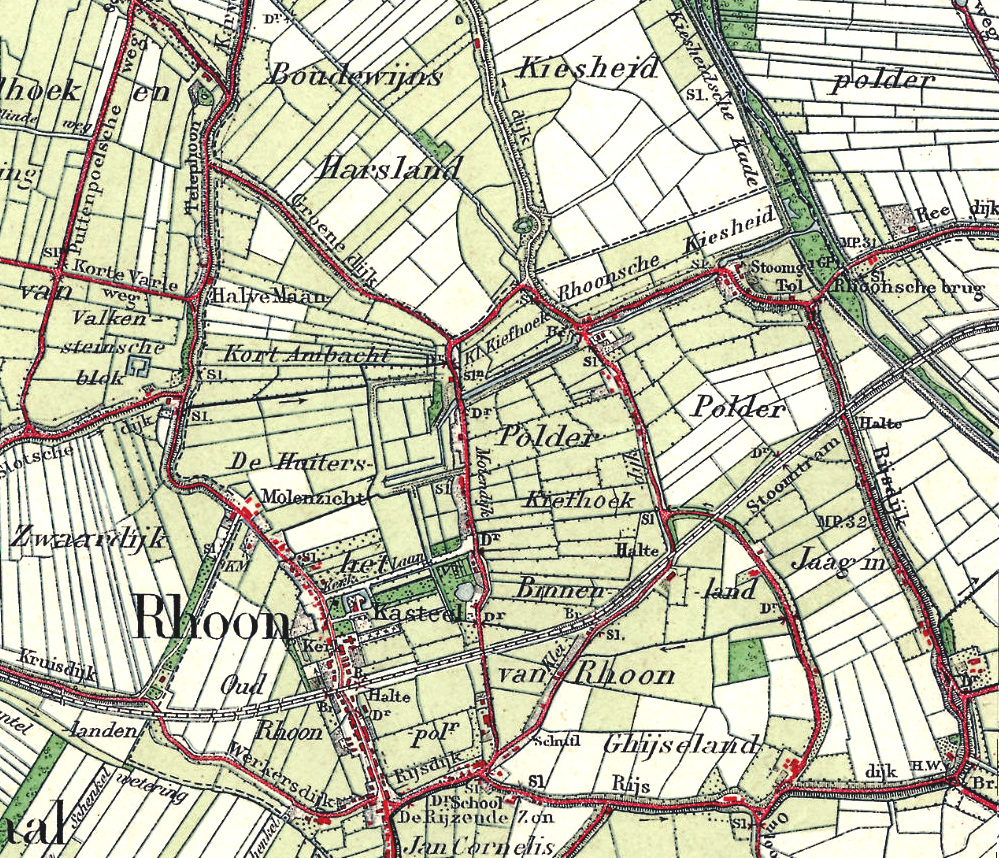
Topografische kaart van Rhoon met rechtsboven De Tol / Rhoonsche brug (1910)